# Люманда-Куллі
Лю́манда-Ку́ллі (ест. Lümanda-Kulli küla) — село в Естонії, у волості Ляене-Сааре повіту Сааремаа.

## Населення
Чисельність населення на 31 грудня 2011 року становила 10 осіб.

## Географія
Край села проходить автошлях 112 (Кяесла — Карала — Лоона).

## Історія
Історично село належало до приходу Кігелконна (Kihelkonna kihelkond).
До 12 грудня 2014 року село входило до складу волості Люманда й мало назву Куллі.

## Видатні особи
Поблизу села на хуторі Коплі (Kopli talu) провів дитячі роки естонський письменник і громадський діяч Ааду Хінт (1910—1989).